# Adverbialis
De adverbialis is een afgeleide vorm van een werkwoord, bijvoeglijk naamwoord of zelfstandig naamwoord in het Georgisch en Abchazisch. De adverbialis vervult ten dele de functie van een naamval waarvan de betekenis min of meer overeenkomt met die van de essief en translatief in bijvoorbeeld de Fins-Oegrische talen en die van de ablatief in andere talen zoals het Latijn. In het Nederlands wordt de adverbialis doorgaans vertaald als een bijwoord.

## Voorbeelden
In het Georgisch heeft de adverbialis de uitgang -ad. Hij wordt vooral gebruikt om bijwoorden af te leiden van bijvoeglijke naamwoorden:
Pianinoze karg-ad ukravs, "Hij/Zij speelde goed piano".
De adverbialis kan daarnaast de functie vervullen die de essief in andere talen heeft. De uitgang wordt dan achter een zelfstandig naamwoord geplaatst, net als bij een echte naamval:
Masc'avlebl-ad mushaobs, "Hij werkt als leraar".
Ook bij het noemen van een taal wordt de adverbialis gebruikt:
Inglisur-ad lap'arakobs, "Hij praat Engels"
Germanul-ad gadatargmna, "Hij vertaalde het in het Duits"
De adverbialis-uitgang kan daarnaast achter een deelwoord van toekomst (met het voorvoegsel sa-) worden geplaatst om doelgerichte of infinitief-achtige constructies te vormen. Deze constructies zijn qua betekenis vergelijkbaar met het Latijnse gerundium:
Usatuod shevecdebi biletebi vishovo mag p'iesas sa-naxav-ad, "Ik zal ongetwijfeld kaartjes proberen te krijgen om dit spel te zien".